# Мазьер
Мазье́р (фр. Mazières) — коммуна во Франции, находится в регионе Пуату — Шаранта. Департамент — Шаранта. Входит в состав кантона Сен-Кло. Округ коммуны — Конфолан.
Код INSEE коммуны — 16214.

## География
Коммуна расположена приблизительно в 370 км к югу от Парижа, в 85 км южнее Пуатье, в 39 км к северо-востоку от Ангулема.
Через коммуну протекает река Боньёр, приток Шаранты. С запада на восток коммуну пересекает древнеримская дорога Агриппы, соединяющая Сент и Лион с Сен-Сибардо и Лиможем.

## Население
Население коммуны на 2008 год составляло 101 человек.
| 1962 | 1968 | 1975 | 1982 | 1990 | 1999 | 2008 |
| ---- | ---- | ---- | ---- | ---- | ---- | ---- |
| 190  | 179  | 140  | 126  | 88   | 93   | 101  |

## Экономика
Основу экономики составляет сельское хозяйство. На юге коммуны расположен большой глиняный карьер.
В 2007 году среди 58 человек в трудоспособном возрасте (15—64 лет) 43 были экономически активными, 15 — неактивными (показатель активности — 74,1 %, в 1999 году было 66,7 %). Из 43 активных работали 41 человек (21 мужчина и 20 женщин), безработных было 2 (0 мужчин и 2 женщины). Среди 15 неактивных 2 человека были учениками или студентами, 6 — пенсионерами, 7 были неактивными по другим причинам.

## Фотогалерея

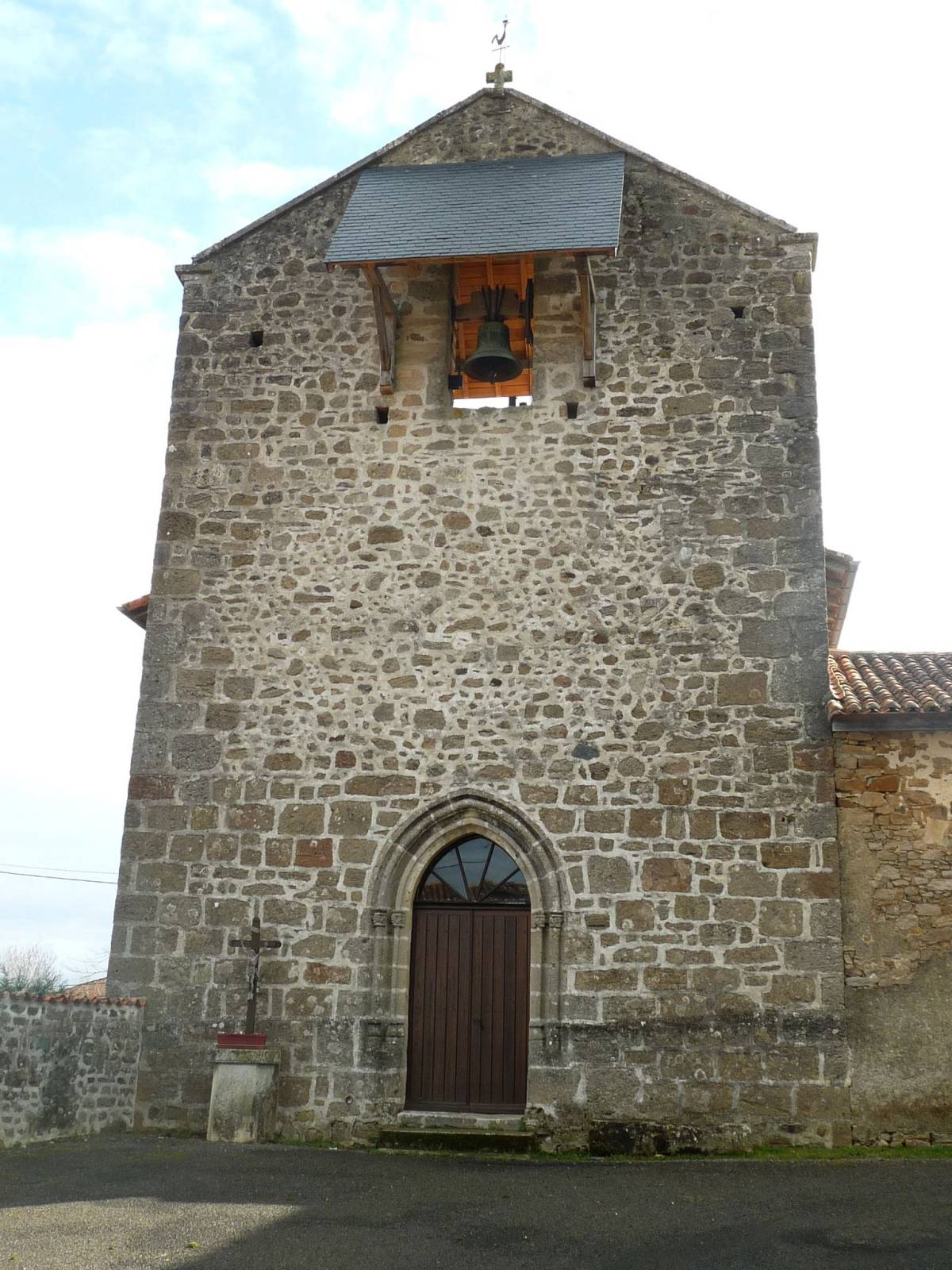
Церковь Сен-Сюльпис
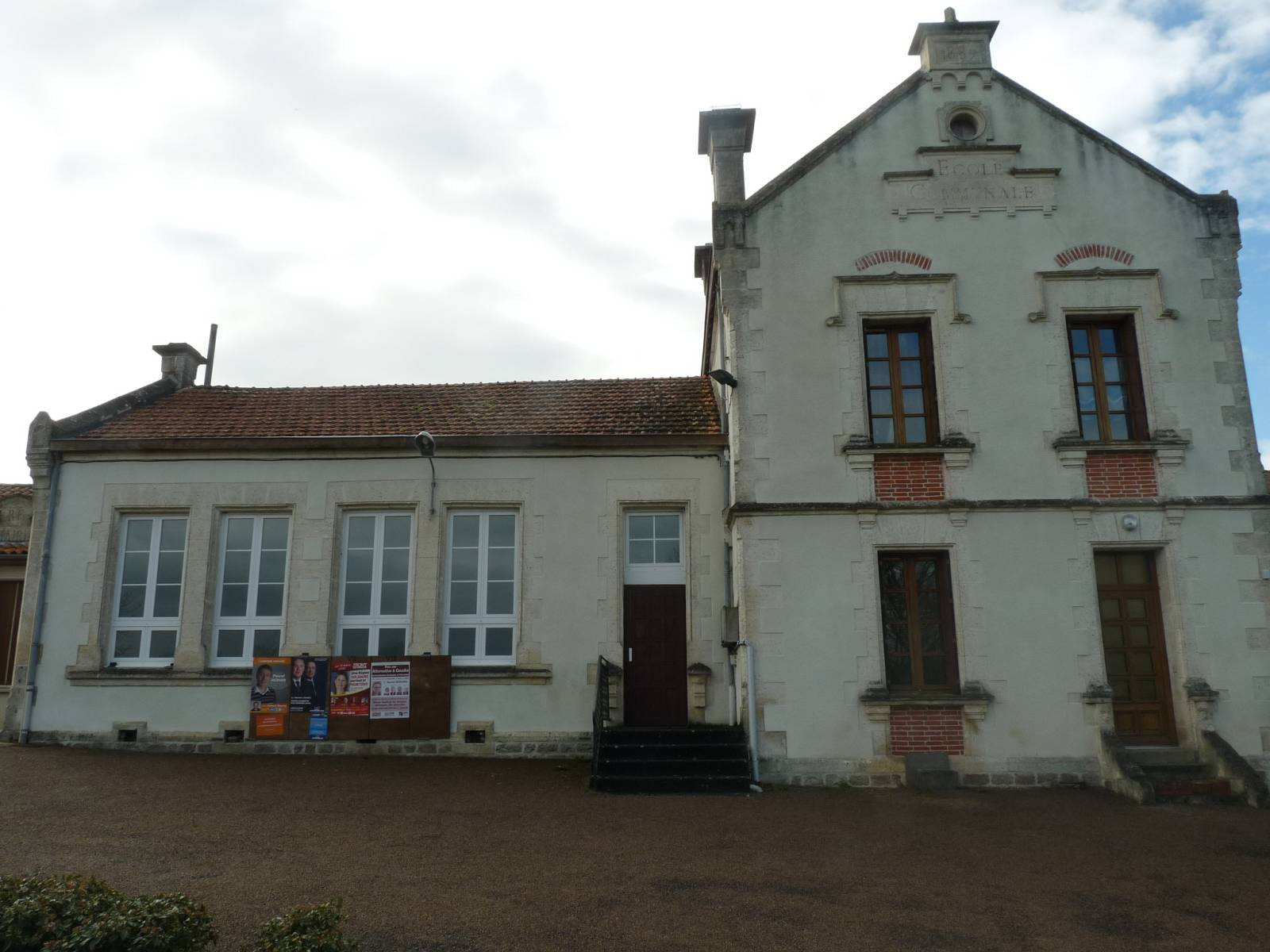
Мэрия
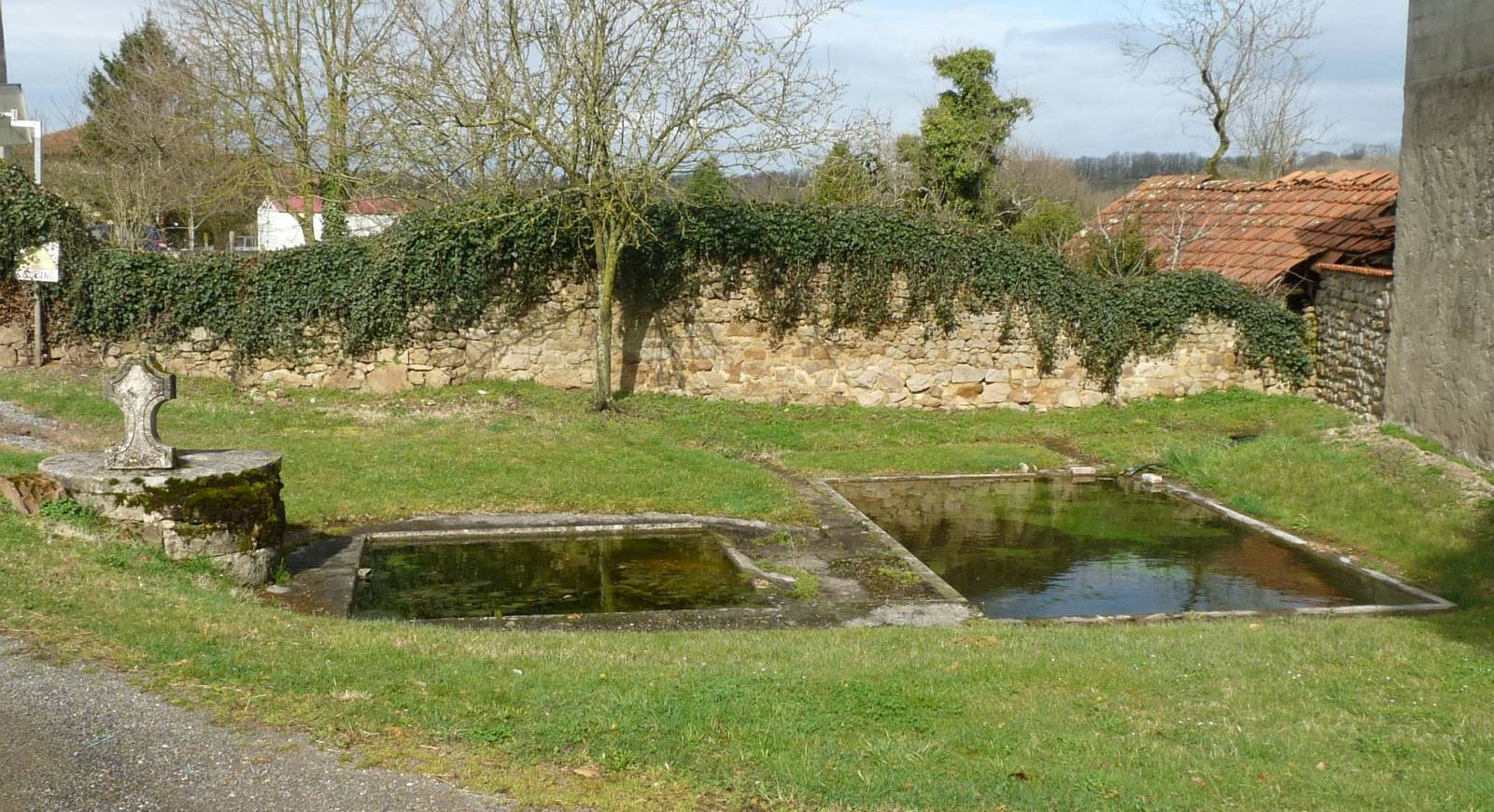